# It Can Be Done

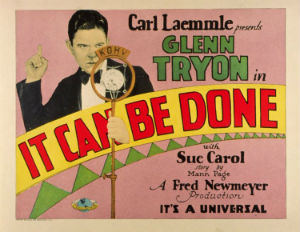
Affiche du film.

It Can Be Done est un film américain partiellement parlant réalisé par Fred C. Newmeyer, sorti en 1929.

## Synopsis
Jerry Willard, employé dans une maison d'édition et ayant un complexe d'infériorité, est licencié. En sortant du bureau, il est pris pour le patron, Watson, par Anne Rogers, fille d'un auteur qui lui remet le manuscrit du dernier livre de son père. Jerry lit ce texte — sur la réussite en affaires — et met en pratique certaines de ses idées. Il tente de persuader Watson de publier le livre, mais celui-ci refuse. Découragé, il s'adresse à la Convention des éditeurs, vantant les mérites du livre de Rogers. La réaction est si enthousiaste que Watson décide non seulement de publier le livre, mais aussi d'intégrer Jerry au cabinet comme associé junior. Jerry demande Anne en mariage,.

## Fiche technique
- Réalisation : Fred C. Newmeyer
- Scénario : Joseph F. Poland, Earle Snell, Nan Cochrane, Albert DeMond d'après une histoire de Mann Page et Edward J. Montagne
- Photographie : Ross Fisher
- Montage : Ted J. Kent
- Genre : Comédie[1]
- Production : Universal Pictures
- Pays de production :  États-Unis
- Distributeur : Universal Pictures
- Durée : 60 minutes
- Date de sortie : 24 mars 1929

## Distribution
- Glenn Tryon : Jerry Willard
- Sue Carol : Anne Rogers
- Richard Carlyle : Rogers
- Richard Carle : Watson
- Jack Egan : Ben Smith
- Tom O'Brien : Détective